# Kornél Béke
Kornél Béke (Debrecen, 2 de diciembre de 1998) es un deportista húngaro que compite en piragüismo en la modalidad de aguas tranquilas.
Ganó una medalla de bronce en el Campeonato Europeo de Piragüismo de 2022, en la prueba de K4 1000 m. Participó en los Juegos Olímpicos de Tokio 2020, ocupando el séptimo lugar en la prueba de K4 500 m.

## Palmarés internacional
| Campeonato Europeo | Campeonato Europeo | Campeonato Europeo | Campeonato Europeo |
| Año                | Lugar              | Medalla            | Competición        |
| ------------------ | ------------------ | ------------------ | ------------------ |
| 2022               | Múnich (Alemania)  | Medalla de bronce  | K4 1000 m          |